# Арпадија (Горж)
Арпадија (рум. Arpadia) насеље је у Румунији у округу Горж у општини Цанцарени. Oпштина се налази на надморској висини од 188 m.

## Становништво
Према подацима из 2002. године у насељу је живело 95 становника, од којих су сви румунске националности.